# Czarownica Emma
Czarownica Emma (ang. Every Witch Way, 2014–2015) – amerykańska komediowa telenowela dla młodzieży z gatunku fantasy stworzona przez Marielę Romero i Catharinę Ledeboer. Jest to amerykańska wersja latynoamerykańskiej telenoweli Grachi, nadawanej przez Nickelodeon w Ameryce Łacińskiej.
Premiera telenoweli miała miejsce 1 stycznia 2014 roku na amerykańskim Nickelodeon. W Polsce serial zadebiutował 19 stycznia 2015 roku na antenie Nickelodeon Polska.
Pierwsze 21 odcinków serialu zostały wyemitowane od 1 do 30 stycznia 2014 roku.
Dnia 13 marca 2014 roku ogłoszono, że stacja Nickelodeon otrzymała zamówienie na drugi sezon, a emisja była emitowana od 7 lipca do 8 sierpnia 2014 roku. Drugi sezon liczył 25 odcinków.
Dnia 31 lipca 2014 roku ogłoszono, że stacja Nickelodeon dostała zamówienie na trzeci sezon, a jego premiera odbyła się 5 stycznia 2015 roku.
Dnia 25 lutego 2015 roku ogłoszono, że stacja Nickelodeon dostała zamówienie na czwarty sezon, a jego premiera odbyła się 6 lipca 2015 roku.

## Fabuła
Serial opisuje historię czternastoletniej dziewczyny – Emmy Alonso (Paola Andino), która przeprowadza się wraz ze swoim ojcem Francisco na przedmieścia w Miami w stanie Floryda. Podczas dojrzewania nagle dostrzega, że jest czarownicą o dużej mocy i umiejętnościach, a także staje się „Wybraną”. Dziewczyna postanawia rozpocząć nowy rok szkolny. Na szczęście Emma może liczyć na pomoc szkolnej pielęgniarki Lily (Melissa Carcache), najlepszej przyjaciółki Andi (Daniela Nieves) oraz popularnego ucznia szkoły Iridium High School oraz członka drużyny pływackiej „Rekiny”, Daniela Millera (Nick Merico).

## Bohaterowie

### Główni
- Emma Alonso (Paola Andino) – główna bohaterka serialu, nowa uczennica Iridium High. Jest czarownicą, a także wybraną, czyli najpotężniejszą z nich. Jej strażniczką jest Lily, szkolna pielęgniarka. Przyjaźni się z Andi, która także chce zostać jej strażniczką. W 3 sezonie pracuje w Beachside Seven jako kelnerka. W finale 3 sezonu musi zdecydować czy wybrać Daniela czy Jaxa. Wybiera Jaxa. Wtedy Daniel ląduje w innym życiu w Everglades i niczego nie pamięta z poprzedniego życia. Emma stara mu się przywrócić pamięć. W końcu jej się udaje, ale zauważa, że nie jest szczęśliwy więc w finale 4 sezonu z powrotem odsyła go do tamtego świata. Emma w 4 sezonie chciała cofnąć czas, by przywrócić swoją mamę do życia.
- Daniel Miller (Nick Merico) – uczeń Iridium High i członek zespołu Rekinów. Na początku chodził z Maddie, mimo że był zainteresowany Emmą. W końcu z nią zerwał i zaczął spotykać się z Emmą. Jest człowiekiem, nie czarodziejem. W 2 sezonie Rada Czarownic kazała Emmie z nim zerwać właśnie dlatego, że nie był czarodziejem. W 2 sezonie zaczyna się rywalizacja między nim i Jax’em o serce Emmy. W 3 sezonie pracuje jako ratownik w Beachside Seven. Poznaje tam Mię, która wkrótce staje się jego dziewczyną. Mia wprowadza do Daniela pająka, ale potem go wyciąga, gdyż przez niego Daniel jest bardzo chory. W finale 3 sezonu Emma wybiera Jaxa powodując, że Daniel trafia do innego życia w Everglades. Emma próbuje przywrócić mu pamięć, ale w finale 4 sezonu z powrotem go tam wysyła, aby uczynić go szczęśliwym.
- Maddie Van Pelt (Paris Smith) – jest najpopularniejszą dziewczyną w Iridium High, a także wiedźmą. Początkowo jest dziewczyną Daniela. Nienawidzi Emmy, ponieważ ukradła jej chłopaka. Jest szefową Panter, które tworzy razem ze swoimi przyjaciółkami Sophie i Katie. W 2 sezonie zaczyna czuć coś do Diego, z którym zaczyna się wkrótce spotykać. Mimo że wydaje się być zła ma dobre serce.
- Andrea „Andi” Cruz (Daniela Nieves) – jest najlepszą przyjaciółką Emmy, chłopczycą i członkiem zespołu Rekinów. Jest zupełnie inna niż Emma. Przyjaźni się z magiczną książką Emmy hexem, którą się opiekuje. Ma swoją skrzynkę z narzędziami. Potrafi naprawić wszystko. Z czasem zaczyna się też przyjaźnić z Jaxem. W 2 sezonie jej wirtualny chłopak Philip wychodzi z gry Apokalipsa Zombie. W 3 sezonie Philip wraca ponownie i zostaje na stałe. W finale 4 sezonu wyrusza do Szkoły Czarownic, by szkolić się na strażniczkę.
- Jax Novoa (Rahart Adams) – nowy uczeń Iridium High w 2 sezonie, buntownik i członek Rekinów. Początkowo wykorzystuje swoje moce dla swoich zachcianek. Jednak wszystko zmienia się w 3 i 4 sezonie. Pod koniec 3 sezonu Emma wybiera jego zamiast Daniela. Oboje są ze sobą szczęśliwi. W 4 sezonie jego życie wywraca się do góry nogami, gdy dowiaduje się, że ma siostrę Jessie, a do tego, że jego matka żyje. Po pewnym czasie dowiaduje się, że jego matka to zła czarownica i chce przejąć władzę nad światem. Wtedy staje po stronie Emmy i razem z siostrą odsyła matkę do otchłani.
- Diego Rueda (Tyler Alvarez) – brat Gigi i członek Rekinów. Myślał, że jest ostatnim z rodu Kanay, ale gdy poznał Mię zmienił zdanie. Jego rodzina jest właścicielem restauracji Seven, a także Beachside Seven, gdzie często pracuje razem z siostrą pomagając rodzicom. W 2 sezonie zaczyna interesować się Maddie i wkrótce staje się jej chłopakiem. Ursula jednak go nie akceptuje, ponieważ jest Kanay. W 3 i 4 sezonie razem z Maddie chce naprawić relację między Kanay i czarownicami. W 4 sezonie Ursula zaczyna go lubić gdy ratuje ich przed Jakiem, podczas Zjazdu rodziny Van Pelt.
- Mia Black (Elizabeth Elias) – pojawia się w 3. sezonie. Jest Kanay. Nienawidzi czarownic, ponieważ przez nie zginęli jej rodzice. W przeciwieństwie do Diego została uczona mocy Kanay od dziecka i jest jej łatwiej się nimi posługiwać. W Beach side Seven poznaje Daniela, który z czasem zostaje jej chłopakiem. Wprowadza pająka w Daniela, ale wyciąga go gdy zauważa, że przez niego Daniel jest bardzo chory. Miała kryształ z Caballero, który należał do jej ojca. W 3 sezonie została uwięziona z Emmą w grze Apokalipsa Zombie. W 4 sezonie w Everglades jest dziewczyną Daniela.
- Katie Rice (Denisea Wilson) – członkini Panter. Przyjaźni się z Maddie i Sophie. Jest inteligentna. W 3 sezonie zostawia Pantery i przechodzi na stronę Mii, ale jak się tylko okazuje po to by się dowiedzieć jaki ma plan.
- Sophie Johnson (Autumn Wendel) – członkini Panter. Przyjaźni się z Maddie i Katie. Jest niezbyt inteligentna.
- Gigi Rueda (Zoey Burger) – siostra Diego. Jest reporterką, pod pseudonimem, Miss Informacja. W 2 sezonie staje się sługą Desdemony. Razem z bratem pracuje w Seven i Beachside Seven, aby pomóc rodzicom.

### Pozostali
- Lily Archer (Melissa Carcache) – strażniczka Emmy, szkolna pielęgniarka. W 2 sezonie staje się członkiem Rady Czarownic.
- Robbie Miller (Louis Tomeo) – brat Daniela, lider, Upiornej Trójki, którą tworzy razem z Melanie i Tommym.
- Melanie Miller (Jackie Frazey) – siostra Daniela, członkini, Upiornej Trójki, którą tworzy razem z Robbiem i Tommym.
- Tommy Miller (Jason Drucker) – brat Daniela, członek, Upiornej Trójki, którą tworzy razem z Robbiem i Melanie.
- Ursula Van Pelt (Katie Barberi) – mama Maddie, jest zakochana we Francisco, tacie Emmy. W 2 sezonie dostaje moc Maddie. Nie lubi Diego, ponieważ jest Kanay. Ale zmienia zdanie gdy ratuje ich przez Jakiem podczas zjazdu rodziny Van Pelt.
- Francisco Alonso (Rene Lavan) – tata Emmy. Jest nauczycielem matematyki w Iridium High, w drugim sezonie staje się dyrektorem szkoły. Nie lubi Daniela. Nie wie, że Emma jest czarownicą.
- Desdemona (Mia Matthews) – członkini Rady Czarownic. Jest strażniczką Emmy w 2 sezonie, podczas gdy Lily jest na treningu. Podczas zaćmienia księżyca staje się zła. Jest najmądrzejsza z Rady.
- Agamemnon (Todd Allen Durkin) – lider Rady Czarownic. Ma ogromną niechęć do Jaxa. Staje się dyrektorem Szkoły Czarownic.
- Christine Miller (Whitney Goin) – mama Daniela.
- Rick Miller (Jimmie Bernal) – tata Daniela.
- Jake Novoa (Richard Lawrence-O’Bryan) – tata Jaxa, jest czarodziejem, który ma obsesję na punkcie władzy. Wydaje się być zły, ale tak naprawdę to Liana jest zła.
- Jessie Novoa (Julia Antonelli) – młodsza siostra Jaxa. Pojawia się w 4 sezonie. Początkowo nie ma mocy, ale pod koniec je otrzymuje. Trafia do Szkoły Czarownic by dowiedzieć się jak z nich korzystać.
- Liana Woods/Novoa (Betty Monroe) – mama Jaxa. Pojawia się w 4 sezonie. Jest bardzo zła. Chce zapanować nad światem. Zostaje odesłana do otchłani przez Jaxa i Jessie.
- Phillip Van Pelt (Liam Obergfoll) – chłopak zombie Andi z gry Apokalipsa Zombie. Pojawia się w 2 sezonie, gdy wychodzi z gry. W 3. sezonie znów się pojawia i zostaje na stałe. Przyjmuje go Ursula. Został zamieniony w zwykłego chłopca przez Emmę.
- Oscar (Ethan Estrada) – kuzyn Gigi i Diego. Członek H2O. Brat Hectora.
- Hector (Nicolás James) – kuzyn Gigi i Diego. Członek H20. Brat Oscara.
- Ramona (Lisa Corraro) – członek Rady Czarownic. W 2 sezonie znajduje się w otchłani za sprawą Desdemony. Nie pojawia się w kolejnych sezonach.
- Sebastian (Demetrius Daniels) – kamerzysta Gigi.
- Tony Myers (Kendall Ryan Sanders) – magik i członek Rekinów. Podkochiwał się w Emmie. Pojawia się tylko w 1 sezonie.
- Mac Davis (Mavrick Moreno) – członek Rekinów, najlepszy przyjaciel Diego. Pojawia się tylko w 1 sezonie.
- Dyrektorka Torres (Michele Verdi) – dyrektorka Iridium High w 1 sezonie. Była zła ponieważ chciała zdobyć moce wybranej. Została odesłana pod koniec sezonu.
- Trener Julio (Rafael de La Fuente) – syn Dyrektorki Torres i trener Rekinów.
- Zła Emma, E (Paola Andino) – zły klon Emmy.

## Wersja polska
Wersja polska: na zlecenie Nickelodeon Polska – Start International Polska

Reżyseria: Elżbieta Kopocińska

Dialogi polskie i tekst piosenek: Anna Niedźwiecka-Medek

Dźwięk i montaż:
- Janusz Tokarzewski (odc. 1-5, 11-15),
- Jerzy Wierciński (odc. 6-10, 16, 18-40, 42-59, 61-79, 81-84)
- Michał Skarżyński

Kierownictwo produkcji: Dorota Nyczek
Nadzór merytoryczny: Katarzyna Dryńska
Udział wzięli:
- Agnieszka Głowacka – Emma Alonso
- Karolina Bacia – Maddie Van Pelt
- Marta Dobecka – Andi Cruz
- Michał Malinowski – Daniel Miller
- Joanna Kudelska – Katie Rice
- Dominika Sell – Sophie Johnson
- Miłosz Konkel – Tony Myers
- Albert Do – Diego Rueda
- Michał Podsiadło – Mac Davis
- Elżbieta Jędrzejewska – dyrektorka Torres
- Joanna Węgrzynowska – Ursula Van Pelt
- Jacek Król – Francisco Alonso
- Elżbieta Kopocińska – Christine Miller
- Grzegorz Kwiecień – Rick Miller
- Maksymilian Michasiów – Mike
- Jakub Jankiewicz – Rob, jeden z braci Daniela
- Justyna Bojczuk – Gigi Rueda
- Anna Apostolakis –
  - nauczycielka chemii,
  - pani Sanchez (odc. 66, 74)
- Klementyna Umer – Lily
- Stefan Pawłowski – trener Julio
- Marek Moryc – Sebastian
- Barbara Kałużna – pani Peach
- Paweł Ciołkosz – Jax Novoa
- Agnieszka Fajlhauer – Ramona
- Cezary Nowak – Agamemnon
- Joanna Borer – Desdemona
- Izabella Bukowska –
  - pani Jones,
  - Liana Woods-Novoa
- Mateusz Narloch –
  - Phillip,
  - przechodzień (odc. 37)
- Janusz Wituch – Jake Novoa
- Agata Paszkowska – Mia Black
- Michał Mostowiec – Hector
- Bernard Lewandowski – Oscar
- Tomasz Borkowski – tata Mii
- Paweł Szczesny – Daniel Sanchez (odc. 66, 74)
- Anna Sztejner – magiczna detektyw (odc. 67)
- Maja Konkel – Jessie Novoa
- Piotr Warszawski – asystent Jake’a (odc. 71)
- Marta Dylewska – Talia Parra (odc. 72)
- Bartosz Wesołowski – Rudy Rosales (odc. 72)
- Aleksandra Radwan – Valerie Landry (odc. 72)
- Wojciech Paszkowski – Roland (odc. 76)
- Cezary Kwieciński –
  - Steven (odc. 78),
  - mężczyzna z Everglades (odc. 81)
- Tomasz Bednarek

Piosenkę tytułową śpiewała: Katarzyna Łaska
Fragmenty Romea i Julii Williama Szekspira w przekładzie: Józefa Paszkowskiego (odc. 35)
Lektor: Radosław Popłonikowski

## Spis odcinków
| Seria | Odcinki | Premiera serii  | Finał serii      | Premiera serii   | Finał serii      |
| ----- | ------- | --------------- | ---------------- | ---------------- | ---------------- |
| 1     | 20      | 1 stycznia 2014 | 30 stycznia 2014 | 19 stycznia 2015 | 13 lutego 2015   |
| 2     | 24      | 7 lipca 2014    | 8 sierpnia 2014  | 16 lutego 2015   | 19 marca 2015    |
| 3     | 20      | 5 stycznia 2015 | 30 stycznia 2015 | 4 stycznia 2016  | 29 stycznia 2016 |
| 4     | 20      | 6 lipca 2015    | 30 lipca 2015    | 1 lutego 2016    | 26 lutego 2016   |